# 胜像宝塔
30°32′51.2″N 114°17′43.7″E / 30.547556°N 114.295472°E
胜像宝塔，位于中华人民共和国湖北省武汉市武昌区的蛇山山顶，是一座覆钵式佛塔，也是武汉市现存的唯一一座覆钵式佛塔。该塔始建于元至正三年（1343年），原位于蛇山一侧的黄鹄矶，1955年迁至蛇山山顶。2013年，胜像宝塔被列为全国重点文物保护单位。

## 历史
胜像宝塔又名宝像塔、孔明灯，是武汉市现存的唯一一座元代覆钵式佛塔。始建于元至正三年（1343年），是用来供奉舍利和佛教法物的大菩提佛塔。明清两代，胜像宝塔和黄鹤楼并立于蛇山一侧的黄鹄矶上。清光绪十年（1884年），黄鹤楼遭焚毁，而胜像宝塔尚存。在塔的原址南侧原有一座写有“胜像宝塔”四字的石制坊门，后被毁。中华人民共和国成立后，1955年，武汉市兴建长江大桥，该塔被迁移蛇山北部的山顶上，并予以重修。在迁移过程中，施工人员发现了石坊门的柱础。1981年重建黄鹤楼之后，胜像宝塔和黄鹤楼再次形成明清时期的格局。1956年，胜像宝塔被列为湖北省文物保护单位:41。2013年，胜像宝塔被列为全国重点文物保护单位。

## 结构
胜像宝塔为一座覆钵式塔，塔高9.36米，底座直径5.86米，用白石砌成。由下至上可分为：一层圆形台基；三层塔基座，通高3.08米，每层均有12个折角，底部一层刻有云神、水兽等花纹，中间一层为“五方标帜”，最上一层为大书梵文；一层覆莲瓶座，高0.32米；覆钵式塔身，高1.92米；小基座；十三天，也称“八山”，高0.89米，四周雕刻有各种莲花和植物类的花纹；伞盖，高0.39米；宝瓶，高1.03米；宝珠。塔内有塔心室，中部为塔心柱。塔周围围有石栏。:41:151

## 出土文物
在1955年的迁移过程中，施工人员在塔内部靠近塔心柱洞处发现了一根横置的石幢，以及一个铜宝瓶。石幢包括圆座、八角形的幢身和刻有莲花型纹样的幢顶三部分，发现时三部分分离。宝瓶瓶盖被焊死，摇动时可听到内容物沙沙作响。瓶底内凹，刻有双勾字两行，文为“洪武二十七年岁在甲戌九月乙卯谨志”。瓶身则刻有“如来宝塔，奉安舍利，国泰民安，永承佛庇”字样。石经幢和宝瓶放入塔中的时间不得而知:41。此外，塔心室中还清理出2枚顺治通宝，2颗牙齿，以及其他物品的碎片。

## 备注
1. ↑  这种称呼是当地人将诸葛亮的传说移植到该塔身上的缘故[1]:41。